# Cacia niasica
Cacia niasica là một loài bọ cánh cứng trong họ Cerambycidae.